# TONIGHT (TUBEの曲)
「TONIGHT」（トゥナイト）は、TUBEの58作目のシングル。2015年10月7日発売。

## 概要
- 前作「SUMMER TIME」から約4か月ぶりとなるシングルで、TUBE30周年記念企画年に4回リリースされる春・夏・秋・冬シングルの秋篇である。
- 本作は沖縄県の座間味島で製作された。
- 本作でジャケットを飾ったのは、いまさらサーフサイドの春畑道哉、SUMMER TIMEの前田亘輝に続いて、ドラムの松本玲二。春畑、前田と同じく、本作のカップリング曲のボーカルを担当したほか、作詞・作曲も担当した。
- DVD付初回生産限定盤[2]と通常盤[3]の2形態で発売で、初回限定盤のみに付属されるDVDには前作に引き続きライブツアー「TUBE LIVE AROUND SPECIAL 2014 〜TIME TRAVEL 29〜」より8月23日の横浜スタジアム公演の模様が収録されている。なおCDのみの通常盤には同ライブから15thアルバム『ゆずれない夏』から「シャララ」の音源が追加収録されている。
- 表題曲は長い間アルバム未収録のままだったが、2025年発売のベストアルバム『All Singles TUBEst -White-』にて初めてアルバムに収録された。

## ミュージックビデオ
- 今作品も前作同様ミュージックビデオには松岡茉優と落合モトキが恋人同士として出演している。ロケ地は、神奈川県横浜市中区の関内。

## 収録曲
| 全編曲: 鳥山雄司。 |                            |           |           |       |
| #                  | タイトル                   | 作詞      | 作曲      | 時間  |
| 1.                 | 「TONIGHT」                | 前田亘輝  | 春畑道哉  | 4:57  |
| 2.                 | 「Endless Way」            | 松本玲二  | 松本玲二  | 4:41  |
| 3.                 | 「TONIGHT（Instrumental)」 |           | 春畑道哉  | 4:55  |
| 合計時間:          | 合計時間:                  | 合計時間: | 合計時間: | 14:33 |

| #         | タイトル                                                                                  | 作詞      | 作曲      | 編曲      | 時間  |
| --------- | ----------------------------------------------------------------------------------------- | --------- | --------- | --------- | ----- |
| 1.        | 「TONIGHT」                                                                               | 前田亘輝  | 春畑道哉  | 鳥山雄司  | 4:57  |
| 2.        | 「Endless Way」                                                                           | 松本玲二  | 松本玲二  | 鳥山雄司  | 4:42  |
| 3.        | 「シャララ (TUBE LIVE AROUND SPECIAL 2014 〜TIME TRAVEL 29〜@横浜スタジアム 2014.08.23)」 | 前田亘輝  | 春畑道哉  | 春畑道哉  | 5:57  |
| 4.        | 「TONIGHT（Instrumental)」                                                                |           | 春畑道哉  | 鳥山雄司  | 4:55  |
| 合計時間: | 合計時間:                                                                                 | 合計時間: | 合計時間: | 合計時間: | 20:31 |

| 全作詞: 前田亘輝、全作曲: 春畑道哉、全編曲: TUBE。 |                                                |          |            |
| #                                                  | タイトル                                       | 作詞     | 作曲・編曲 |
| 1.                                                 | 「あの夏を探して」                             | 前田亘輝 | 春畑道哉   |
| 2.                                                 | 「初恋」                                       | 前田亘輝 | 春畑道哉   |
| 3.                                                 | 「燃える煙るモナムール」                       | 前田亘輝 | 春畑道哉   |
| 4.                                                 | 「A Day In The Summer 〜想い出は笑顔のまま〜」 | 前田亘輝 | 春畑道哉   |

## 収録アルバム
- All Singles TUBEst -White- (#1)